# Capitana (Barranca)
Capitana es un caserío peruano ubicado en el distrito de Pativilca, perteneciente a la provincia de Barranca del departamento de Lima, en la costa central del Perú. 

## Ubicación
Capitana se ubica al norte de la provincia de Barranca, en el distrito de Pativilca, en el departamento de Lima.

## Demografía
En 2017 Capitana tenía una población de 60 habitantes.
| Gráfica de evolución demográfica de Capitana entre 1993 y 2017 |
|                                                                |
| Fuentes: Población 1993 y 2017                                 |